# Attalea racemosa
Attalea racemosa är en enhjärtbladig växtart som beskrevs av Richard Spruce. Attalea racemosa ingår i släktet Attalea och familjen Arecaceae. Inga underarter finns listade i Catalogue of Life.